# Уильямсон, Бри
Бри Уи́льямсон-Ро́бертс (англ. Bree Williamson-Roberts; род. 28 декабря 1979[…], Торонто) — канадская актриса.

## Биография
Бри Уильямсон родилась 28 декабря 1979 года в Торонто (провинция Онтарио, Канада).
Бри дебютировала в кино в 1999 году, сыграв роль Кэрол Энн в телесериале «Дважды в жизни». В 2003—2012 года Уильямсон играла роль Джессики Бьюкенен в мыльной опере«Одна жизнь, чтобы жить», за которую получила 3 номинации «Выдающаяся актриса второго плана в драматическом сериале» на премию дневную премию «Эмми».
В 2005—2007 Бри была замужем за Джошом Эвансом. С 2008 года Уильямсон замужем за Майклом Робертсом. У супругов есть сын — МакГреггор Эдвард Робертс (род.21.09.2010).

## Избранная фильмография
| Год       |   | Русское название | Оригинальное название | Роль     |
| --------- | - | ---------------- | --------------------- | -------- |
| 2009—2010 | с | Сплетница        | Gossip Girl           | Брандайс |